# Pièces en euro de la Finlande

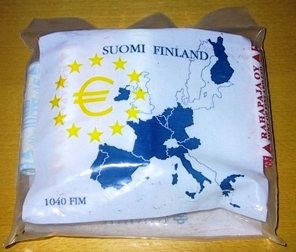
Starter kit finlandais.

Les pièces en euro de la Finlande sont les pièces de monnaie en euro frappées par la Suomen Rahapaja et mises en circulation par la Finlande. L'euro a remplacé l'ancienne monnaie nationale, le mark finlandais, le 1er janvier 1999 (entrée dans la zone euro) au taux de conversion de 1 euro = 5,94573 marks. Les pièces en euro finlandaises ont cours légal dans la zone euro depuis le 1er janvier 2002.

## Pièces destinées à la circulation

### Face commune et spécifications techniques
Comme toutes les pièces en euro destinées à la circulation, les pièces finlandaises répondent aux spécifications techniques communes et présentent un revers commun utilisé par tous pays de la zone euro. Celui-ci indique la valeur de la pièce. La Finlande utilise la deuxième version du revers depuis 2007.

### Faces nationales des pièces courantes
Les faces nationales finlandaises ont été présentées le 12 mai 1998.
Les huit pièces finlandaises présentent trois dessins différents sur l'avers :
- Pièces de 1 à 50 centimes : Le lion héraldique finlandais tel que présent sur les armoiries de la Finlande, c'est-à-dire couronné, brandissant une épée à l'aide de la patte antérieure droite, elle-même protégée par une pièce d'armure, et marchand sur un sabre. À gauche, le millésime. Le tout est entouré des 12 étoiles du drapeau européen. La gravure est de Heikki Häiväoja. Le lion était déjà présent sur les pièces en mark.
- Pièce de 1 euro : Deux cygnes en vol au-dessus d'un paysage composé d'un lac et de collines. À droite, sur une colline, le millésime. Le tout est entouré des 12 étoiles du drapeau européen sur l'anneau extérieur. La gravure est de Pertti Mäkinen.
- Pièce de 2 euros : Une baie et des fleurs de lakka (ou mûre des marais). En dessous, le millésime. Le tout est entouré des 12 étoiles du drapeau européen sur l'anneau extérieur. La gravure est de Raimo Heino.

#### 1resérie(1999-2006)
Initialement, les pièces ne comportaient aucune indication du pays.
Le premier millésime indiqué est 1999, date du début de la frappe, mais les pièces n'ont été mises en circulation qu'en 2002.
La description des faces nationales de la Finlande et des 14 autres pays ayant adopté l'euro fiduciaire en 2002 a été publiée dans le Journal officiel de l'Union européenne, le 28 décembre 2001.
| 1 centime                      | 2 centimes                     | 5 centimes                                  |
| ------------------------------ | ------------------------------ | ------------------------------------------- |
|                                |                                |                                             |
| Le lion héraldique finlandais. |                                |                                             |
| 10 centimes                    | 20 centimes                    | 50 centimes                                 |
|                                |                                |                                             |
| Le lion héraldique finlandais. |                                |                                             |
| 1 euro                         | 2 euros                        | Gravure sur la tranche (2 euros)            |
|                                |                                |                                             |
| Le vol de deux cygnes.         | Baie et fleurs de plaquebière. | SUOMI (en finnois) et FINLAND (en suédois). |

#### 2esérie(depuis 2007)
En décembre 2006, Eero Heinäluoma, ministre des Finances finlandais, annonce : « Les faces nationales des pièces en euro seront modifiées de façon que chaque État membre émetteur ajoute son nom ou une abréviation (FI pour la Finlande) sur les pièces de monnaie. Sur les pièces finlandaises, la première lettre du président et directeur-général de la monnaie de Finlande (M pour Raimo Makkonen) sera aussi remplacée par le logo de la monnaie ».
La Finlande est le premier État de la zone euro à appliquer la recommandation de la Commission européenne datant de 2005.
Les pièces sont adaptées dès 2007.
| 1 centime                      | 2 centimes                     | 5 centimes                                  |
| ------------------------------ | ------------------------------ | ------------------------------------------- |
|                                |                                |                                             |
| Le lion héraldique finlandais. |                                |                                             |
| 10 centimes                    | 20 centimes                    | 50 centimes                                 |
|                                |                                |                                             |
| Le lion héraldique finlandais. |                                |                                             |
| 1 euro                         | 2 euros                        | Gravure sur la tranche (2 euros)            |
|                                |                                |                                             |
| Le vol de deux cygnes.         | Baie et fleurs de plaquebière. | SUOMI (en finnois) et FINLAND (en suédois). |

### Pièces commémoratives de 2 euros
La Finlande émet au moins une pièce commémoratives de 2 € chaque année depuis 2004. En décembre 2016, elle était le pays à avoir émis le plus de pièces commémoratives de 2 €.

#### De 2004 à 2009
| 2004                                                             | |                     |
| Élargissement de l'Union européenne à dix nouveaux États membres | |                     |
|                                                                  | Le dessin représente un pilier stylisé dont les pousses tendent vers le haut. Les pousses représentent l'élargissement de l'Union européenne. Le pilier représente le fondement de la croissance. Les lettres EU apparaissent près du pilier, tandis que le millésime 2004 est inscrit dans la partie supérieure de la pièce, interrompant les douze étoiles du drapeau européen, placées sur l'anneau externe de la pièce. |                     |
| Graveur : Pertti Mäkinen                                         | \| Gravure sur la tranche : \| Date : \| Tirage : \| \| \| Juin 2004 \| 1 million de pièces \| |                     |
| Gravure sur la tranche :                                         | Date : | Tirage :            |
|                                                                  | Juin 2004 | 1 million de pièces |

| 2005 | |                      |
| 60e anniversaire des Nations unies et le 50e anniversaire de l'adhésion de la Finlande aux Nations unies | |                      |
| | Des pièces de puzzle formant une colombe de la paix. Sous la colombe, dans la partie inférieure de l'anneau interne : à gauche, les mots FINLAND – UN (Finlande - ONU) ; à droite, le millésime 2005. L'anneau externe de la pièce comporte les douze étoiles du drapeau européen. |                      |
| Graveur : Tapio Kettunen                                                                                 | \| Gravure sur la tranche : \| Date : \| Tirage : \| \| \| Octobre 2005 \| 2 millions de pièces \| |                      |
| Gravure sur la tranche :                                                                                 | Date : | Tirage :             |
| | Octobre 2005 | 2 millions de pièces |

| 2006                                                              | |                        |
| 100e anniversaire du suffrage universel et égalitaire en Finlande | |                        |
|                                                                   | La représentation stylisée de deux visages, l'un masculin et l'autre féminin, séparés par une ligne. À gauche de la pièce figure la date 1.10.1906 et à droite, le millésime, au milieu duquel est insérée l'abréviation du pays : 20 FI 06. L'anneau externe de la pièce comporte les douze étoiles du drapeau européen. |                        |
| Graveur : Pertti Mäkinen                                          | \| Gravure sur la tranche : \| Date : \| Tirage : \| \| \| Octobre 2006 \| 2,5 millions de pièces \| |                        |
| Gravure sur la tranche :                                          | Date : | Tirage :               |
|                                                                   | Octobre 2006 | 2,5 millions de pièces |

| 2007                               | |                       |
| 50e anniversaire du traité de Rome | |                       |
|                                    | Tous les pays de la zone euro, dont la Finlande, ont émis le 25 mars 2007 une pièce commémorative de 2 € pour célébrer le 50e anniversaire du traité de Rome. Le centre de la pièce représente le traité signé par les six États membres fondateurs devant un arrière-plan évoquant le dallage, dessiné par Michel-Ange, de la place du Capitole, à Rome, où le traité a été signé le 25 mars 1957. Le mot EUROOPPA (Europe) figure au-dessus du livre. La légende ROOMAN SOPIMUS (Traité de Rome) et 50 V (50 ans) est inscrite au-dessus du dessin. Le millésime 2007 et le nom du pays émetteur en finnois et en suédois SUOMI FINLAND sont inscrits sous le dessin. L'anneau externe de la pièce comporte les douze étoiles du drapeau européen. |                       |
| Graveur :                          | \| Gravure sur la tranche : \| Date : \| Tirage : \| \| \| 25 mars 2007 \| 1,4 million de pièces \| |                       |
| Gravure sur la tranche :           | Date : | Tirage :              |
|                                    | 25 mars 2007 | 1,4 million de pièces |

| 2007                                                          | |                      |
| 90e anniversaire de la déclaration d'indépendance finlandaise | |                      |
|                                                               | La représentation de neuf personnes ramant dans un bateau avec de longues rames. Le millésime 2007 et l'année 1917 figurent respectivement dans le haut et dans le bas du dessin. La mention du pays émetteur FI apparaît du côté droit. L'anneau externe de la pièce comporte les douze étoiles du drapeau européen. |                      |
| Graveur : Reijo Paavilainen                                   | \| Gravure sur la tranche : \| Date : \| Tirage : \| \| \| Décembre 2007 \| 2 millions de pièces \| |                      |
| Gravure sur la tranche :                                      | Date : | Tirage :             |
|                                                               | Décembre 2007 | 2 millions de pièces |

| 2008                                                                 | |                       |
| 60e anniversaire de la Déclaration universelle des droits de l'homme | |                       |
|                                                                      | Une silhouette humaine aperçue au travers d'une ouverture en forme de cœur dans un mur de pierre. Le texte en anglais HUMAN RIGHTS (droits de l'homme) apparaît sous le cœur. Le millésime 2008 est gravé au-dessus du cœur. L'indication du pays émetteur FI apparaît dans le bas du dessin. L'anneau externe de la pièce comporte les douze étoiles du drapeau européen. |                       |
| Graveur : Tapio Kettunen                                             | \| Gravure sur la tranche : \| Date : \| Tirage : \| \| \| Octobre 2008 \| 1,5 million de pièces \| |                       |
| Gravure sur la tranche :                                             | Date : | Tirage :              |
|                                                                      | Octobre 2008 | 1,5 million de pièces |

| 2009                                                | |                       |
| 10e anniversaire de l'Union économique et monétaire | |                       |
|                                                     | Tous les pays de la zone euro ont émis le 1er janvier une pièce commémorative de 2 € pour célébrer le 10e anniversaire de l'Union économique et monétaire. Le centre de la pièce illustre une silhouette humaine stylisée dont le bras gauche est prolongé par le symbole de l'euro. Le nom du pays émetteur en finnois et en suédois SUOMI FINLAND apparaît dans la partie supérieure, tandis que l'indication 1999-2009 et l'acronyme EMU (pour Economic and Monetary Union, Union économique et monétaire ou UEM) apparaissent dans la partie inférieure. L'anneau externe de la pièce représente les douze étoiles du drapeau européen. |                       |
| Graveur : Geórgios Stamatópoulos                    | \| Gravure sur la tranche : \| Date : \| Tirage : \| \| \| 1er janvier 2009 \| 1,4 million de pièces \| |                       |
| Gravure sur la tranche :                            | Date : | Tirage :              |
|                                                     | 1er janvier 2009 | 1,4 million de pièces |

| 2009 | |                       |
| 200e anniversaire de la première Diète et création des institutions du gouvernement central de la Finlande | |                       |
| | La représentation du profil de la cathédrale de Porvoo, le site où a été inaugurée la première Diète de la Finlande. La date 1809 apparaît dans la partie supérieure. Le millésime 2009 apparaît sur le côté droit. L'indication du pays émetteur, FI figure sur le côté gauche. L'anneau externe de la pièce comporte les douze étoiles du drapeau européen. |                       |
| Graveur : Reijo Juhani Paavilainen                                                                         | \| Gravure sur la tranche : \| Date : \| Tirage : \| \| \| 23 octobre 2009 \| 1,6 million de pièces \| |                       |
| Gravure sur la tranche :                                                                                   | Date : | Tirage :              |
| | 23 octobre 2009 | 1,6 million de pièces |

#### De 2010 à 2019
| 2010 | |                       |
| 150e anniversaire du décret monétaire autorisant la Finlande à émettre des billets de banque et des pièces et de la création du mark finlandais | |                       |
| | Le côté gauche du dessin représente un lion stylisé, issu du blason de la Finlande, et indique le millésime 2010. À droite figure une série de chiffres symbolisant la valeur des pièces. En bas apparaît l'indication FI du pays émetteur. L'anneau externe de la pièce comporte les douze étoiles du drapeau européen. |                       |
| Graveur : Reijo Paavilainen | \| Gravure sur la tranche : \| Date : \| Tirage : \| \| \| 29 octobre 2010 \| 1,6 million de pièces \| |                       |
| Gravure sur la tranche : | Date : | Tirage :              |
| | 29 octobre 2010 | 1,6 million de pièces |

| 2011                                                       | |                       |
| 200e anniversaire de la Banque de Finlande (Suomen Pankki) | |                       |
|                                                            | La représentation d'un cygne sauvage dont l'aile gauche sépare les années 1811 (en bas à droite) et 2011 (au centre gauche). En bas, au bout de l'aile, apparaît l'indication du pays émetteur FI. L'anneau extérieur de la pièce comporte les douze étoiles du drapeau européen. |                       |
| Graveur : Hannu Veijalainen                                | \| Gravure sur la tranche : \| Date : \| Tirage : \| \| \| 17 octobre 2011 \| 1,5 million de pièces \| |                       |
| Gravure sur la tranche :                                   | Date : | Tirage :              |
|                                                            | 17 octobre 2011 | 1,5 million de pièces |

| 2012                                                                         | |                       |
| 10e anniversaire de la mise en circulation des billets et des pièces en euro | |                       |
|                                                                              | Le dessin au centre de la pièce symbolise la place acquise en dix ans par l'euro, qui est désormais un acteur mondial à part entière, et son importance dans la vie quotidienne, différents aspects étant décrits : les citoyens (représentés par une famille de quatre personnes), le commerce (le bateau), l'industrie (l'usine) et l'énergie (les éoliennes). Le nom du pays émetteur en finnois et suédois SUOMI FINLAND est apposé en haut de la pièce. L'anneau externe de la pièce comporte les douze étoiles du drapeau européen. |                       |
| Graveur : Helmut Andexlinger                                                 | \| Gravure sur la tranche : \| Date : \| Tirage : \| \| \| 12 janvier 2012 \| 1,5 million de pièces \| |                       |
| Gravure sur la tranche :                                                     | Date : | Tirage :              |
|                                                                              | 12 janvier 2012 | 1,5 million de pièces |

| 2012                                                                           | |                      |
| 150e anniversaire de la naissance de la peintre finlandaise Helene Schjerfbeck | |                      |
|                                                                                | La reproduction d'un des autoportraits stylisés d'Helene Schjerfbeck, avec, à gauche, son nom HELENE SCHJERFBECK et, à droite, les années 1862-1946. Le millésime 2012 et la référence au pays émetteur, FI, se trouvent dans la partie inférieure de la pièce, côté gauche. L'anneau extérieur de la pièce comporte les douze étoiles du drapeau européen. |                      |
| Graveur : Eria Tielinen                                                        | \| Gravure sur la tranche : \| Date : \| Tirage : \| \| \| Septembre 2012 \| 2 millions de pièces \| |                      |
| Gravure sur la tranche :                                                       | Date : | Tirage :             |
|                                                                                | Septembre 2012 | 2 millions de pièces |

| 2013                                                                               | |                     |
| 150e anniversaire du Parlement finlandais et du début de la démocratie en Finlande | |                     |
|                                                                                    | L'année 1863 stylisée et dont le 6 se transforme en jeune pousse et entourée par le nom du pays émetteur en finnois et suédois SUOMI FINLAND et le millésime 2013. L'anneau externe de la pièce comporte les douze étoiles du drapeau européen. |                     |
| Graveur : Reijo Paavilainen                                                        | \| Gravure sur la tranche : \| Date : \| Tirage : \| \| \| Septembre 2013 \| 1 million de pièces \| |                     |
| Gravure sur la tranche :                                                           | Date : | Tirage :            |
|                                                                                    | Septembre 2013 | 1 million de pièces |

| 2013                                                                 | |                       |
| 125e anniversaire de la naissance de l’écrivain Frans Emil Sillanpää | |                       |
|                                                                      | L'effigie de Frans Emil Sillanpää, sous son nom F. E. SILLANPÄÄ. De chaque côté de son effigie, les années 1888 et 1964. À la droite de son visage, en vertical, le millésime 2013. En bas, à droite les lettres FI pour le pays émetteur. L'anneau externe de la pièce comporte les douze étoiles du drapeau européen. |                       |
| Graveur : Reijo Paavilainen Pekka Rytkönen                           | \| Gravure sur la tranche : \| Date : \| Tirage : \| \| \| Novembre 2013 \| 1,5 million de pièces \| |                       |
| Gravure sur la tranche :                                             | Date : | Tirage :              |
|                                                                      | Novembre 2013 | 1,5 million de pièces |

| 2014 | |                       |
| 100e anniversaire de la naissance de la femme de lettres, illustratrice et peintre finlandaise Tove Jansson | |                       |
| | L'auto-portrait de Tove Jansson, son nom sous forme manuscrite Tove Jansson en deux lignes et ses années de naissance et de mort 1914-2001. Le millésime 2014 est placé à droite à la verticale. L'anneau externe de la pièce comporte les douze étoiles du drapeau européen. |                       |
| Graveur : Jari Lepisto                                                                                      | \| Gravure sur la tranche : \| Date : \| Tirage : \| \| \| 16 juin 2014 \| 1,5 million de pièces \| |                       |
| Gravure sur la tranche :                                                                                    | Date : | Tirage :              |
| | 16 juin 2014 | 1,5 million de pièces |

| 2014                                                                       | |                     |
| 100e anniversaire de la naissance du designer finlandais Ilmari Tapiovaara | |                     |
|                                                                            | Gros plan sur une garniture d'un meuble composé d'un barreau de bois en oblique, accompagné, à gauche, d'un cercle composé du nom de l'artiste ILMARI TAPIOVAARA et de ses années de naissance et de mort 1914-1999. À droite, le millésime 2014 et le code du pays FI. L'anneau externe de la pièce comporte les douze étoiles du drapeau européen. |                     |
| Graveur : Harri Koskinen                                                   | \| Gravure sur la tranche : \| Date : \| Tirage : \| \| \| 10 novembre 2014 \| 1 million de pièces \| |                     |
| Gravure sur la tranche :                                                   | Date : | Tirage :            |
|                                                                            | 10 novembre 2014 | 1 million de pièces |

| 2015 | |                     |
| 150e anniversaire de la naissance du compositeur finlandais Jean Sibelius, le 18 décembre 1865 à Tavastehus, | |                     |
| | La cime des pins et le ciel étoilé au-dessus d'Ainola, la propriété de Jean Sibelius à Järvenpää. À gauche, le nom du compositeur JEAN SIBELIUS interrompu par le millésime 2015. À droite la mention du pays émetteur en abrégé FI. L'anneau externe de la pièce comporte les douze étoiles du drapeau européen. |                     |
| Graveur : Nora Tapper                                                                                        | \| Gravure sur la tranche : \| Date : \| Tirage : \| \| \| 18 février 2015 \| 1 million de pièces \| |                     |
| Gravure sur la tranche :                                                                                     | Date : | Tirage :            |
| | 18 février 2015 | 1 million de pièces |

| 2015                                 | |                |
| 30e anniversaire du drapeau européen | |                |
|                                      | Le drapeau européen dessiné grossièrement, entouré par douze bonshommes stylisés. En haut à droite, le nom du pays émetteur en finnois et suédois SUOMI FINLAND suivi des années 1985-2015. L'anneau externe de la pièce comporte les douze étoiles du drapeau européen. |                |
| Graveur : Geórgios Stamatópoulos     | \| Gravure sur la tranche : \| Date : \| Tirage : \| \| \| Août 2015 \| 500 000 pièces \| |                |
| Gravure sur la tranche :             | Date : | Tirage :       |
|                                      | Août 2015 | 500 000 pièces |

| 2015 | |                |
| 150e anniversaire de la naissance du peintre et graveur finlandais Akseli Gallen-Kallela, le 26 avril 1865 à Pori | |                |
| | Un cygne, inspiré du Cygne de Tuonela de Jean Sibelius, sous lequel est placé des mouvements d'eau ondulés et obliques, représentant l'esprit descendant. En bas, une palette de peintre. À gauche de la palette, le début du nom de l'artiste AKSELI GALLEN. À droite de la palette, la suite de son nom KELLELA. Sur la palette sont placées son année de naissance 1865 et le millésime 2015, en un peu plus grand. À la droite du cygne, la mention du pays émetteur en abrégé FI. L'anneau externe de la pièce comporte les douze étoiles du drapeau européen. |                |
| Graveur : | \| Gravure sur la tranche : \| Date : \| Tirage : \| \| \| Octobre 2015 \| 500 000 pièces \| |                |
| Gravure sur la tranche :                                                                                          | Date : | Tirage :       |
| | Octobre 2015 | 500 000 pièces |

| 2016 | |                     |
| 90e anniversaire de la mort de l'écrivain et poète finlandais Eino Leino, le 10 janvier 1926 à Tuusula, | |                     |
| | Un feu formant un visage humain accompagné d'un tisonnier. À droite, le nom de l'écrivain Eino Leino écrit en lettres manuscrites. À la base du tisonnier, la mention du pays émetteur en abrégé FI. L'anneau externe de la pièce comporte les douze étoiles du drapeau européen. |                     |
| Graveur : Pertti Mäkinen                                                                                | \| Gravure sur la tranche : \| Date : \| Tirage : \| \| \| 25 avril 2016 \| 1 million de pièces \| |                     |
| Gravure sur la tranche :                                                                                | Date : | Tirage :            |
| | 25 avril 2016 | 1 million de pièces |

| 2016 | |                     |
| 100e anniversaire de la naissance du philosophe finlandais, d'expression suédoise, Georg Henrik von Wright, le 14 juin 1916 à Helsinki, | |                     |
| | Une colonne dorique antique et un rameau de chêne portant trois feuilles. En arc de cercle, le nom du philosophe GEORG HENRIK VON WRIGHT. En haut, la mention du pays émetteur en abrégé FI. L'anneau externe de la pièce comporte les douze étoiles du drapeau européen. |                     |
| Graveur : Nora Tapper | \| Gravure sur la tranche : \| Date : \| Tirage : \| \| \| octobre 2016 \| 1 million de pièces \| |                     |
| Gravure sur la tranche : | Date : | Tirage :            |
| | octobre 2016 | 1 million de pièces |

| 2017                                                | |                        |
| 100e anniversaire de l'indépendance de la Finlande, | |                        |
|                                                     | Un ensemble de points dont certains plus écartés forment, à droite, le contour de la Finlande. À gauche, verticalement, la mention du pays en finnois SUOMI suivi de l'année d'indépendance 1917. Sur une deuxième ligne, la mention du pays en suédois FINLAND suivi du millésime 2017. L'anneau externe de la pièce comporte les douze étoiles du drapeau européen. |                        |
| Graveur : Simon Oemberg                             | \| Gravure sur la tranche : \| Date : \| Tirage : \| \| \| Mars-mai 2017 \| 2,5 millions de pièces \| |                        |
| Gravure sur la tranche :                            | Date : | Tirage :               |
|                                                     | Mars-mai 2017 | 2,5 millions de pièces |

| 2017                            | |                |
| Nature de la Finlande,          | |                |
|                                 | Un corbeau sur une branche devant la Lune depuis l'île d'Harmaja, d'après une photographie de Kari Auvinen. À gauche de la lune, la mention du pays émetteur en abrégé FI. En bas, le millésime 2017. L'anneau externe de la pièce comporte les douze étoiles du drapeau européen. |                |
| Graveur : Kari Auvinen (projet) | \| Gravure sur la tranche : \| Date : \| Tirage : \| \| \| octobre 2017 \| 500 000 pièces \| |                |
| Gravure sur la tranche :        | Date : | Tirage :       |
|                                 | octobre 2017 | 500 000 pièces |

| 2018                                                                                  | |                     |
| Les paysages nationaux de la Finlande : le Parc national de Koli, en Carélie du Nord, | |                     |
|                                                                                       | Vue du parc depuis le mont Ukko-Koli. À gauche, la mention abrégée du pays émetteur FI. En bas, le millésime 2018. L'anneau externe de la pièce comporte les douze étoiles du drapeau européen. Le choix du parc s'est fait grâce à un sondage en ligne réalisé pendant l'été 2017 par la Monnaie de Finlande. |                     |
| Graveur : Erkki Vainio                                                                | \| Gravure sur la tranche : \| Date : \| Tirage : \| \| \| Avril-mai 2018 \| 1 million de pièces \| |                     |
| Gravure sur la tranche :                                                              | Date : | Tirage :            |
|                                                                                       | Avril-mai 2018 | 1 million de pièces |

| 2018                            | |                     |
| La culture du sauna finlandais, | |                     |
|                                 | Paysage représentant un sauna en pleine nature, au bord d'un lac. À gauche, la mention abrégée du pays émetteur FI. En bas, le millésime 2018. L'anneau externe de la pièce comporte les douze étoiles du drapeau européen. |                     |
| Graveur : Erkki Vainio          | \| Gravure sur la tranche : \| Date : \| Tirage : \| \| \| Octobre 2018 \| 1 million de pièces \| |                     |
| Gravure sur la tranche :        | Date : | Tirage :            |
|                                 | Octobre 2018 | 1 million de pièces |

| 2019                                                                                   | |                |
| 100e anniversaire de la Constitution finlandaise, entrée en vigueur le 17 juillet 1919 | |                |
|                                                                                        | Trois cercles déformés et accolés représentant la Séparation des trois pouvoirs : le pouvoir législatif, le pouvoir exécutif et le pouvoir judiciaire. À gauche, le millésime 2019. En bas, la mention abrégée du pays émetteur FI. L'anneau externe de la pièce comporte les douze étoiles du drapeau européen. |                |
| Graveur :                                                                              | \| Gravure sur la tranche : \| Date : \| Tirage : \| \| \| Septembre/octobre 2019 \| 500 000 pièces \| |                |
| Gravure sur la tranche :                                                               | Date : | Tirage :       |
|                                                                                        | Septembre/octobre 2019 | 500 000 pièces |

#### Depuis 2020
| 2020                                                                       | |                           |
| 100e anniversaire de la création de l'Université de Turku, fondée en 1920, | |                           |
|                                                                            | Dessin formé de barres et de boules symbolisant les interactions entre la société et les universités. En haut, le millésime 2020. À droite, la mention abrégée du pays émetteur FI. L'anneau externe de la pièce comporte les douze étoiles du drapeau européen. |                           |
| Graveur :                                                                  | \| Gravure sur la tranche : \| Date : \| Tirage : \| \| \| Printemps/été 2020 \| 800 000 pièces au maximum \| |                           |
| Gravure sur la tranche :                                                   | Date : | Tirage :                  |
|                                                                            | Printemps/été 2020 | 800 000 pièces au maximum |

| 2020                                                                                                  | |                           |
| 100e anniversaire de la naissance de l'écrivain finlandais Väinö Linna, le 20 décembre 1920 à Urjala, | |                           |
| | Effigie de Väinö Linna regardant vers la droite. Le fond est composé d'étoffes et de fils tissés traversant des livres. À gauche, son nom VÄINÖ LINNA. Sous son visage, le millésime 2020 et la mention abrégée du pays émetteur FI. L'anneau externe de la pièce comporte les douze étoiles du drapeau européen. |                           |
| Graveur :                                                                                             | \| Gravure sur la tranche : \| Date : \| Tirage : \| \| \| Entre septembre et décembre 2020 \| 800 000 pièces au maximum \| |                           |
| Gravure sur la tranche :                                                                              | Date : | Tirage :                  |
| | Entre septembre et décembre 2020 | 800 000 pièces au maximum |

| 2021                                                                              | |                |
| Le journalisme et la communication ouverte à l'appui de la démocratie finlandaise | |                |
|                                                                                   | Une figure représente des rubans entrelacés formant un filet et pouvant être interprétée comme une forme stylisée de silhouettes humaines. Les mentions JOURNALISMI et JOURNALISTIK (journalisme) sont inscrites en demi-cercle, respectivement sur les bords gauche et droit. En bas sont inscrits l'année d'émission 2021 et la mention du pays émetteur FI. L’anneau extérieur de la pièce comporte les douze étoiles du drapeau européen. |                |
| Graveur :                                                                         | \| Gravure sur la tranche : \| Date : \| Tirage : \| \| \| Avril 2021 \| 800 000 pièces \| |                |
| Gravure sur la tranche :                                                          | Date : | Tirage :       |
|                                                                                   | Avril 2021 | 800 000 pièces |

| 2021                                            | |                |
| 100e anniversaire de l’autonomie des îles Åland | |                |
|                                                 | La moitié inférieure représente la proue d’un bateau, une main tenant une boussole et la mer sur laquelle flottent des bouées. La ligne d'horizon trace une ligne médiane ; la partie supérieure représente le ciel et des nuages. Les mentions ÅLANDS SJÄLVSTYRELSE 100 ÅR et AHVENANMANN ITSEHALLINTO 100 VUOTTA (autonomie d'Åland 100 ans, respectivement en suédois et en finnois) sont inscrites en demi-cercle, en haut pour la première et en bas pour la seconde. À droite au-dessus de la ligne d'horizon, sont mentionnés l'année d'émission 2021 et le code du pays émetteur FI. L’anneau extérieur de la pièce comporte les douze étoiles du drapeau européen. |                |
| Graveur :                                       | \| Gravure sur la tranche : \| Date : \| Tirage : \| \| \| Août 2021 \| 800 000 pièces \| |                |
| Gravure sur la tranche :                        | Date : | Tirage :       |
|                                                 | Août 2021 | 800 000 pièces |

| 2022                                             |                                                                                                  |                |
| 100e anniversaire du Ballet national de Finlande |                                                                                                  |                |
|                                                  |                                                                                                  |                |
| Graveur :                                        | \| Gravure sur la tranche : \| Date : \| Tirage : \| \| \| Février 2022[42] \| 400 000 pièces \| |                |
| Gravure sur la tranche :                         | Date :                                                                                           | Tirage :       |
|                                                  | Février 2022                                                                                     | 400 000 pièces |

| 2022                     |                                                                         |
| Recherche sur le climat  |                                                                         |
|                          |                                                                         |
| Graveur :                | \| Gravure sur la tranche : \| Date : \| \| \| 4e trimestre 2022[42] \| |
| Gravure sur la tranche : | Date :                                                                  |
|                          | 4e trimestre 2022                                                       |

| 2022                                                | |
| 35e anniversaire du programme Erasmus, créé en 1987 | |
|                                                     | Tous les pays de l'Union européenne utilisant l'euro émettent une pièce de 2 euros commémorative pour le 35e anniversaire du programme Erasmus. Le philosophe, humaniste et théologien néerlandais Érasme écrivant, d'après le tableau Desiderius Erasmus de Hans Holbein le Jeune, entouré d'une série de lien formant des étoiles et le nombre 35. Sur son flanc, les années 1987-2022 et les mots ERASMUS OHJELMA PROGRAMMET. Devant sa poitrine, la mention du pays émetteur FI. L'anneau externe de la pièce comporte les douze étoiles du drapeau européen. |
| Graveur : Joaquin Jimenez                           | \| Gravure sur la tranche : \| Tirage : \| \| \| 400 000 pièces \| |
| Gravure sur la tranche :                            | Tirage : |
|                                                     | 400 000 pièces |

| 2023                                                         | |                |
| La première loi finlandaise sur la conservation de la nature | |                |
|                                                              | Le thème de la pièce est un scarabée stylisé. Au-dessus, en demi-cercle, figure la mention «CONSERVATION DE LA NATURE» en finnois et, au-dessous, en demi-cercle, la mention «CONSERVATION DE LA NATURE» en suédois et l’année d’émission «2023». La partie droite de la partie intérieure de la pièce porte la mention «FI». La partie gauche de la partie intérieure de la pièce porte la marque d’atelier de la Monnaie de Finlande. |                |
| Graveur :                                                    | \| Gravure sur la tranche : \| Date : \| Tirage : \| \| \| 21 mars 2023 \| 400 000 pièces \| |                |
| Gravure sur la tranche :                                     | Date : | Tirage :       |
|                                                              | 21 mars 2023 | 400 000 pièces |

| 2023                         | |                |
| Services sociaux et de santé | |                |
|                              | Le dessin représente une carte stylisée de la Finlande. Le côté gauche porte l’inscription «BIEN-ÊTRE» en finnois et en suédois. |                |
| Graveur :                    | \| Gravure sur la tranche : \| Date : \| Tirage : \| \| \| août 2023 \| 400 000 pièces \|                                        |                |
| Gravure sur la tranche :     | Date : | Tirage :       |
|                              | août 2023 | 400 000 pièces |

| 2024                     | |
| Élections et Démocratie  | |
|                          | Le dessin présente des bulletins de vote stylisés. Les bulletins sont composés de cercles et de rectangles. Il y a huit bulletins qui se chevauchent partiellement, créant ainsi des formes géométriques plus petites aux intersections. La mention «VAALIT ♦DEMOKRATIA» est inscrite le long du côté droit de l'anneau intérieur de la pièce ainsi que la mention «VAL ♦DEMOKRATI» le long du côté gauche de l'anneau intérieur. |
| Graveur :                | \| Gravure sur la tranche : \| Tirage : \| \| \| 400 000 pièces \| |
| Gravure sur la tranche : | Tirage : |
|                          | 400 000 pièces |

| 2024                                                   | |                |
| Architecture de Finlande – Gesellius-Lindgren-Saarinen | |                |
|                                                        | Le dessin montre les silhouettes de quatre bâtiments, dont les toits des tours pointent vers le centre. Les mentions «GESELLIUS», «LINDGREN» et «SAARINEN», ainsi que l'indication du pays d'émission «FI», la marque d’atelier et l’année «2024» courent en diagonale entre les bâtiments. Les mentions et les silhouettes des bâtiments forment une espèce de cadran d'horloge sur la surface circulaire de la pièce. |                |
| Graveur :                                              | \| Gravure sur la tranche : \| Date : \| Tirage : \| \| \| automne 2024 \| 400 000 pièces \| |                |
| Gravure sur la tranche :                               | Date : | Tirage :       |
|                                                        | automne 2024 | 400 000 pièces |

### Tirage des pièces de circulation
|       | 1 ct   | 2 ct   | 5 ct    | 10 ct   | 20 ct   | 50 ct   | 1 €     | 2 €     |
| 1999  | 8,1    | 1,785  | 63,38   | 133,52  | 42,35   | 20,696  | 16,21   | 16,09   |
| 2000  | 7,6    | 13,937 | 56,66   | 167,449 | 0,5     | 67,097  | 36,639  | 8,68    |
| 2001  | 0,5    | 0,5    | 213,756 | 14,73   | 121,763 | 4,432   | 13,862  | 29,132  |
| 2002  | 0,659  | 0,659  | 101,824 | 1,499   | 100,759 | 1,147   | 14,114  | 1,386   |
| 2003  | 6,79   | 6,79   | 0,79    | 0,79    | 0,79    | 0,79    | 0,79    | 9,08    |
| 2004  | 9,69   | 8,024  | 0,629   | 0,629   | 0,629   | 0,629   | 5,529   | 10,029  |
| 2005  | 5,8    | 5,8    | 0,8     | 0,8     | 0,8     | 4,8     | 7,935   | 10,8    |
| 2006  | 4      | 4      | 1       | 1       | 1       | 6,850   | 1,705   | 11      |
| 2007  | 3      | 3      | 1       | 1       | 1       | 1       | 1       | 8,6     |
| 2008  | 1,5    | 1,5    | 1       | 1       | 1       | 8       | 1       | 9,8     |
| 2009  | 1      | 1      | 1       | 1       | 1       | 7       | 1       | 9,3     |
| 2010  | 0,8    | 0,8    | 0,8     | 0,8     | 0,8     | 0,8     | 0,8     | 5,6     |
| 2011  | 0,8    | 0,8    | 0,8     | 0,8     | 8,8     | 3,8     | 0,8     | 6,8     |
| 2012  | 0,8    | 0,8    | 0,8     | 10,8    | 10,8    | 4,8     | 0,8     | 6,8     |
| 2013  | 0,4    | 0,4    | 0,4     | 0,4     | 0,4     | 0,4     | 0,4     | 3,4     |
| 2014  | 0,2    | 0,2    | 13,78   | 0,2     | 0,2     | 0,2     | 0,2     | 2,7     |
| 2015  | 0,2    | 0,2    | 0,2     | 10,2    | 10,2    | 0,2     | 0,2     | 2,2     |
| Total | 51,839 | 50,195 | 458,619 | 346,617 | 302,791 | 132,641 | 102,984 | 151,397 |

### Particularité finlandaise
Les pièces de 1 et 2 cents/centimes sont peu utilisées en Finlande mais conservent une valeur légale. En effet, une décision prise en 2000, permet aux commerçants d'arrondir le montant total de la facture aux 5 cents/centimes les plus proches, tandis que les articles individuels sont précisés au cent/centime près. Ces pièces ne sont frappées que pour les collectionneurs.

## Pièces de collection
La Finlande émet également plusieurs pièces de collection par an qui ne peuvent être utilisées dans les autres pays.